# Automobil s motorem uprostřed

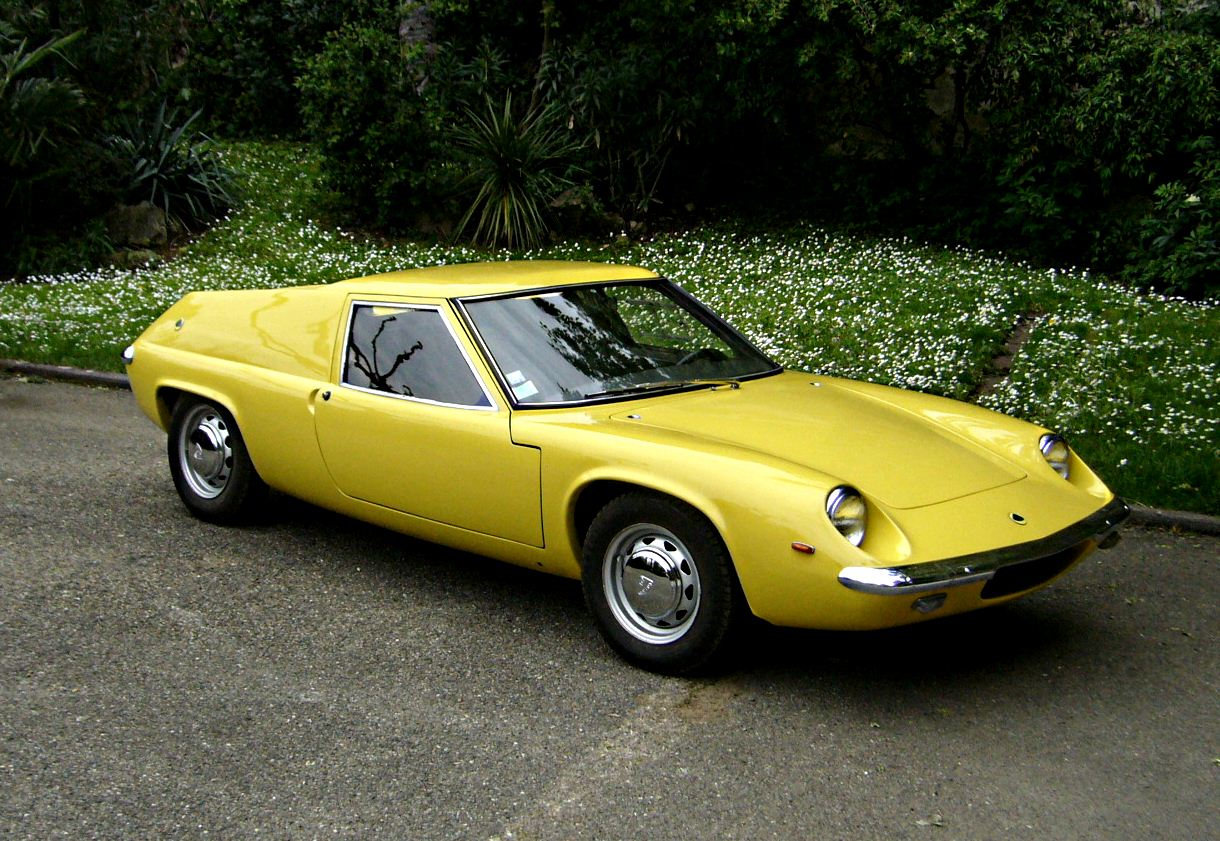
Lotus Europa S1

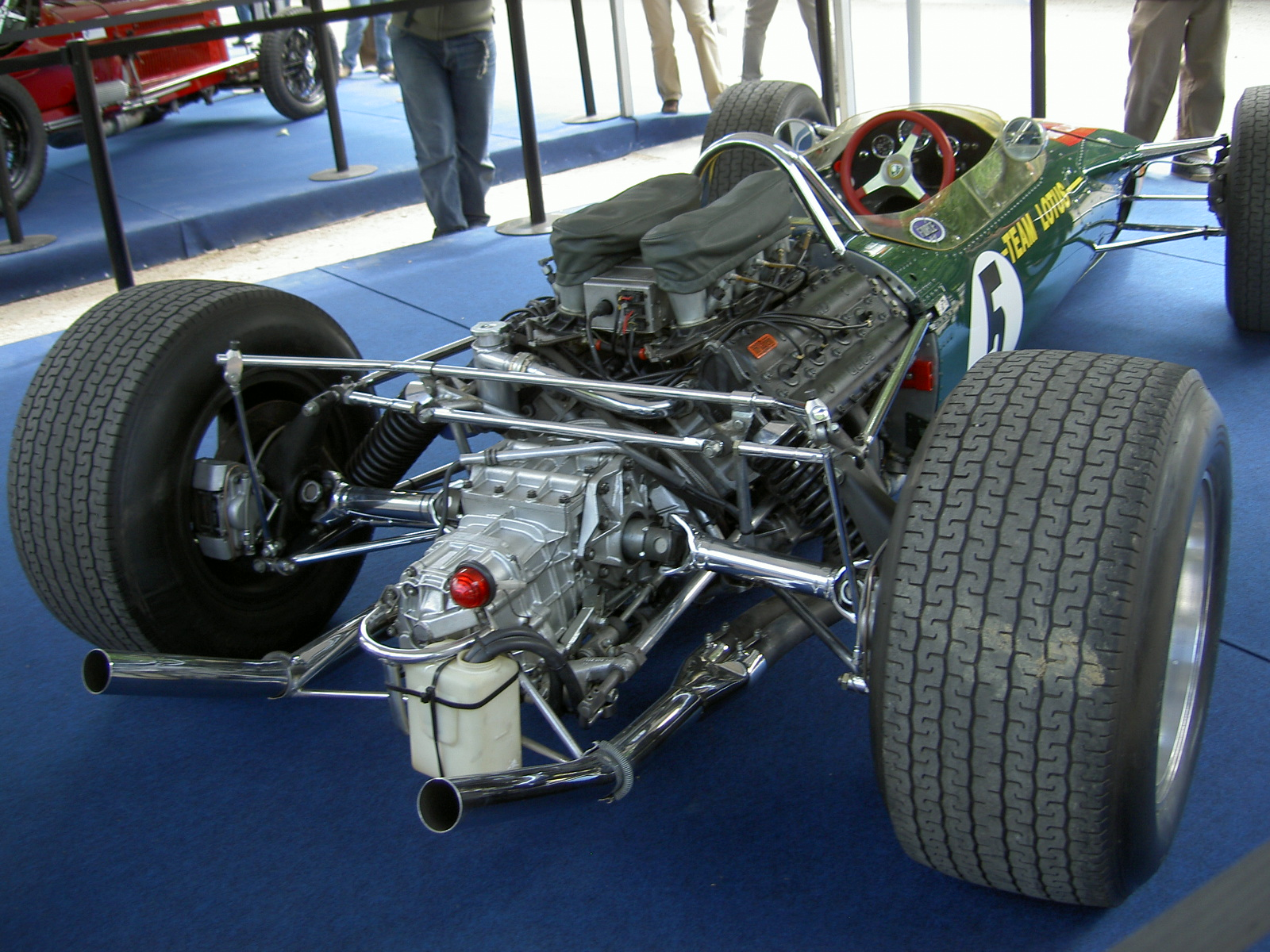
Motor uprostřed historického Lotusu 49

Umístění motoru uprostřed je jedna z koncepcí automobilu. Motor je umístěn před zadní nebo za přední nápravou. První automobil, který tuto koncepci využíval byl vlastně první automobil na světě (1885), ale mnohem slavnější je Lamborghini Miura (1966) - první superauto s motorem uprostřed (před zadní nápravou). Umístění motoru do středu, umožňuje zlepšit jízdní a brzdné vlastnosti, lépe rozložit hmotnost a odstranit nedotáčivost nebo přetáčivost. Nevýhodou umístění motoru blíže ke středu vozidla je omezení místa v interiéru, respektive potřeba zvětšit velikost auta. Řešením tohoto problému může být příčné uložení motoru. 

## Typy uložení uprostřed

### Za přední nápravou

#### Za přední nápravou se zadním náhonem

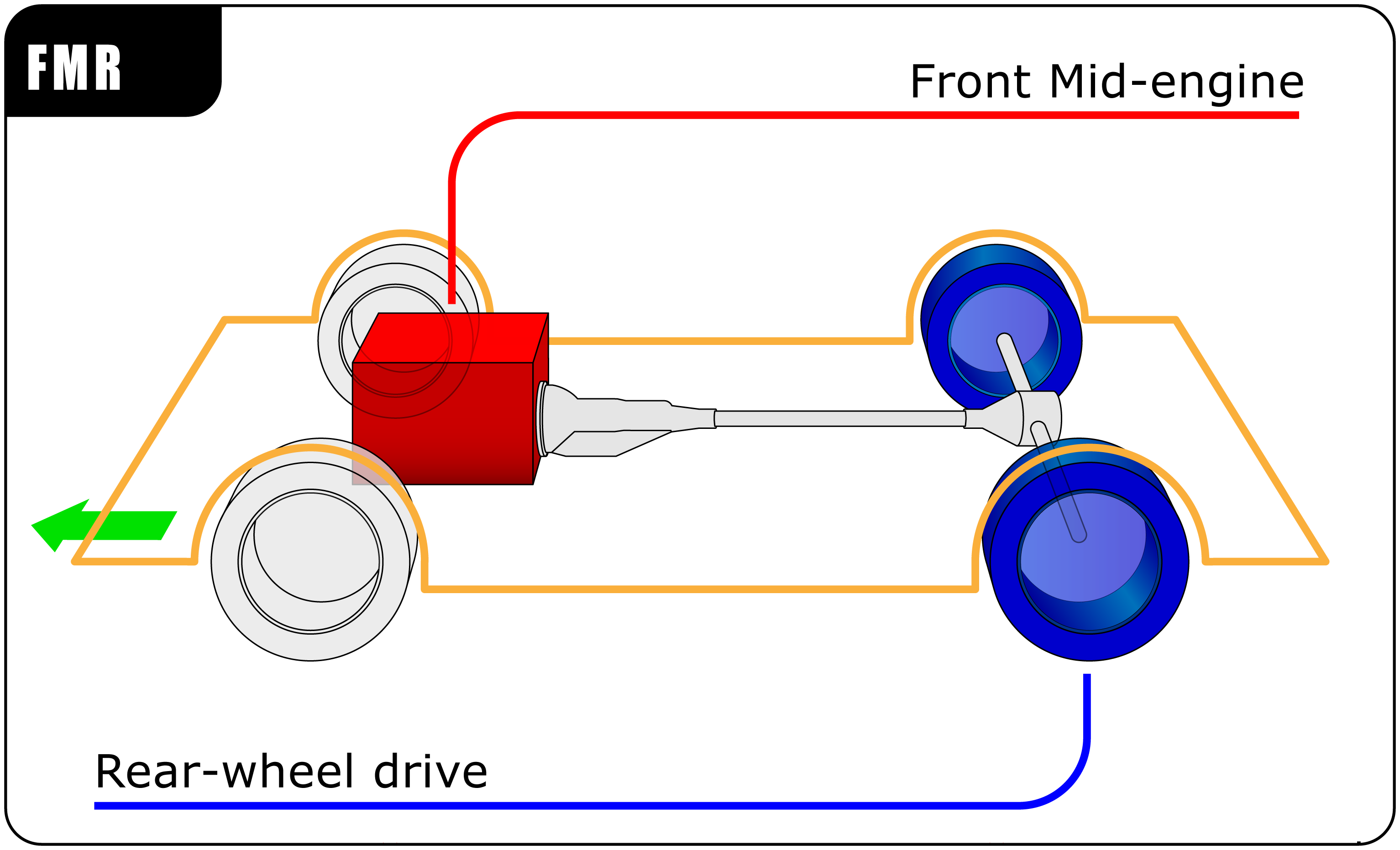
Motor před přední nápravou, zadní náhon - FMR

Tato koncepce využívá motor umístěný za přední nápravou - tedy vpředu uprostřed a zadní náhon. Označuje se zkratkou FMR z anglického Front-Mid engine Rear whell drive. Tuto koncepci využívají například modely Aston Martin DB9/Vantage/Vanquish/One-77, BMW Z4, Honda S2000, Mercedes-Benz SLS AMG...

#### Za přední nápravou s předním náhonem
Od FMR se liší tím, že má hnanou přední nápravu - označuje se FMF. Aut s touto koncepcí je jen málo, využívá se zejména při velkoprostorových vozidlech. V minulosti tuto koncepcí využívali v British Leyland.

#### Za přední nápravou s náhonem na čtyři kola
Označuje se FM4 a od FMR zda FMF se liší pouze tím, že má náhon na všechna čtyři kola. Příklady: Ferrari FF, Hummer H1, Nissan GT-R, Toyota Previa All-Track...

### Před zadní nápravou

#### Před zadní nápravou se zadním náhonem

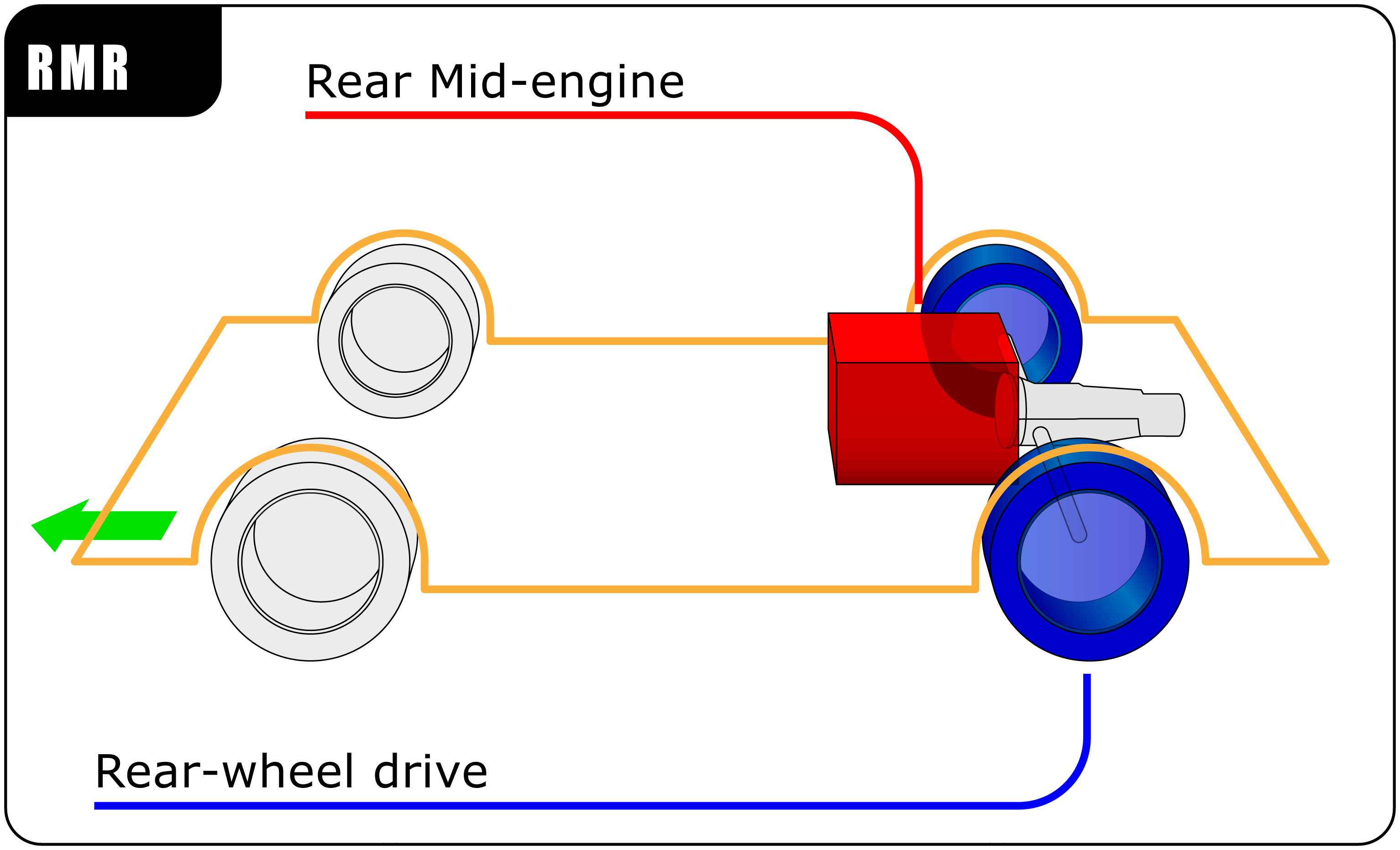
Motor vzadu-uprostřed, zadní náhon

Označuje se zkratkou RMR a často se o něm hovoří jako o klasické či základní koncepcí (zřejmě proto, že první automobil ji využíval). Případ této koncepce nastává tehdy, když je motor uložený před zadní nápravou a hnaná jsou zadní kola. Tuto koncepci využívá mnoho automobilů: Lamborghini Miura, Lamborghini Countach, Lamborghini Diablo, Ferrri 458 Italia, Ferrari Enzo, Ferrari F50, Ferrari F40, Koenigsegg Agera, Pagani Zonda...

#### Před zadní nápravou s náhonem na čtyři kola
Označuje se jako RM4 a oproti má RMR náhon na všechna čtyři kola, např.: Lamborghini Aventador, Lamborghini Gallardo, Lamborghini Sesto Elemento...